# Bayandun
Bayandun (mongoliska: Баяндун сум, Баяндун) är ett distrikt i Mongoliet. Det ligger i provinsen Dornod, i den östra delen av landet, 500 km öster om huvudstaden Ulan Bator.